# کمبود داده
کمبود داده یا کمبود اطلاعات یا اطلاعات ناکافی به رده‌ای از رده‌بندی وضعیت حفاظتی جانداران زنده در فهرست سرخ اتحادیه بین‌المللی حفاظت از طبیعت گفته می‌شود که در آن داده‌های موجود دربارهٔ یک گونه به اندازه‌ای کافی نیستند که بتوان برآوردی دربارهٔ وضعیت آن گونه ارائه داد.
«کمبود داده» به معنای آن نیست که جاندار زیر بررسی فراوان یا دقیق قرار نگرفته‌است؛ بلکه داده‌های دقیق دربارهٔ جمعیت، فراوانی و گستره گونه در دست نیست یا آنکه بحث دربارهٔ تقسیم گونه به چند زیرگونه یا حتی گونه‌های مختلف وجود داشتنه باشد (برای نمونه، نگاه کنید به نهنگ قاتل). IUCN همواره تأکید دارد که باید از به‌کارگیری برچسب کمبود داده برای جانورانی که به دلیل کم بودن جمعیتشان اطلاعات زیادی از آن‌ها نیست، خودداری کرد.